# Barra do Jacaré
Barra do Jacaré est une municipalité brésilienne située dans l'État du Paraná.